# Malauzat
Malauzat település Franciaországban, Puy-de-Dôme megyében. Lakosainak száma 1160 fő (2022. január 1.). Malauzat Blanzat, Châteaugay, Enval, Marsat, Mozac, Sayat és Volvic községekkel határos.

## Népesség
A település népességének változása:
| Lakosok száma | 1112 | 1128 | 1156 | 1145 | 1154 | 1165 | 1160 | 1160 | 1160 |
|               | 2013 | 2015 | 2016 | 2017 | 2018 | 2019 | 2020 | 2021 | 2022 |